# Una voce per San Marino 2022
Die Sendung Una voce per San Marino 2022 fand von Dezember 2021 bis Februar 2022 statt und diente als san-marinesischer Vorentscheid für den Eurovision Song Contest 2022 in Turin (Italien). Produzierender und ausstrahlender Fernsehsender war die san-marinesische Rundfunkanstalt San Marino RTV. Im Finale am 19. Februar siegte Achille Lauro mit Stripper.

## Format

### Konzept
Am 23. Juni 2021 bestätigte San Marino RTV (SMRTV) seine Teilnahme am Eurovision Song Contest 2022. Ebenso wurde eine neue Vorentscheidung für das Land angekündigt nach den zwei erfolgreichen Finalqualifikationen in Folge beim Eurovision Song Contest 2019 und beim Eurovision Song Contest 2021.
Am 22. September 2021 gab SMRTV dann in Form einer Pressekonferenz alle Informationen zur Sendung bekannt. So ist die Sendung eine Kooperation von SMRTV, dem Unternehmen Media Evolution Srl und dem San-Marinesischen Ministerium für Tourismus. Demnach soll die Vorentscheidung aus zwei Kategorien bestehen. In der ersten Kategorie werden sich bekannte und etablierte Künstler bewerben können. Die Vorrunden dazu werden vom 13. bis 19. Dezember 2021 stattfinden. In der zweiten Kategorie sollen sich neue Interpreten bewerben können. Die dazugehörigen Vorrunden finden vom 5. bis 11. Januar 2022 statt. Weitere Vorrunden sind für Februar 2022 geplant.
Das Finale soll demnach mit 18 Interpreten, davon je neun aus den beiden Kategorien, am 19. Februar 2022 im 350 Zuschauer fassenden Teatro Titano in der Stadt San Marino stattfinden. Dort bestimmt dann, wie im gesamten Vorentscheidungsprozess, eine Jury alleinig den Sieger. Ein zweiter und dritter Platz sollen ebenfalls vergeben werden. Der Sieger vertritt dann San Marino beim Eurovision Song Contest 2022 in Italien.

### Beitragswahl
Die Organisatoren laden etablierte Interpreten ein, um an der Vorentscheidung in der Kategorie Etablierte Künstler teilzunehmen. Für Interessierte in der Kategorie Neue Künstler steht es allen Nationalitäten offen sich zu bewerben. Ebenso gab es während der Vorentscheidung eine freie Sprachenwahl für die Lieder.

### Moderation
Auf einer Pressekonferenz am 8. Februar 2022 wurden die Sängerin Senhit, die San Marino 2011 und 2021 beim Eurovision Song Contest vertrat, sowie Jonathan Kashanian als Moderatoren bekanntgegeben.

## Etablierte Künstler
Zusammen mit dem Moderationsduo wurden die Etablierten Künstler, die für das Finale am 19. Februar gesetzt waren bekanntgegeben.
- Achille Lauro
- Burak Yeter feat. Alessandro Coli
- Cristina Ramos
- Deshedus feat. Tony Cicco & Alberto Fortis
- Fabry & Labiuse feat. Miodio
- Francesco Monte
- Matteo Faustini
- Spagna
- Valerio Scanu

## Castings
Die Castings fanden zwischen dem 13. und 17. Dezember 2021 bzw. dem 3. und 11. Januar 2022 statt.

### Erstes Casting
Das erste Casting fand am 13. Dezember 2021 statt
| Startnr. | Interpret                     |
| -------- | ----------------------------- |
| 1        | Marvin Schories               |
| 2        | Pascale Filomena Pia          |
| 3        | Silvia Cialona                |
| 4        | DanyWise                      |
| 5        | Camille Cabaltera             |
| 6        | Giovanni & Tinashe            |
| 7        | Andrea Rutigliano             |
| 8        | Alessandro Stocco             |
| 9        | Susanna Reppucci              |
| 10       | Pietro Peloso                 |
| 11       | Juri Mattia                   |
| 12       | Joe Romano & TheStolenClipper |
| 13       | Christopher Grevener          |
| 14       | The Sidèra                    |
| 15       | Rosario Bottone               |
| 16       | Leandro Aponte                |
| 17       | Manuel Piccoli                |
| 18       | Myky Petillo                  |
| 19       | Vanja Vatle                   |
| 20       | Secondo & Rosanna             |
| 21       | Vanessa Semprini              |
| 22       | Theodor Xir                   |
| 23       | Alessandra Simone             |
| 24       | Luca Cima                     |
| 25       | Marco D'Annunzio              |
| 26       | Nanowar of Steel              |

### Zweites Casting
Das zweite Casting fand am 14. Dezember 2021 statt.
| Startnr. | Interpret            |
| -------- | -------------------- |
| 1        | Mattia Di Bernardo   |
| 2        | Sara Ricci           |
| 3        | Florent Amare        |
| 4        | Rafel Senzacorona    |
| 5        | Fedor Silvestrov     |
| 6        | Williams Leslie Yapi |
| 7        | Maria Marchione      |
| 8        | Gisele Abramoff      |
| 9        | Anna Turrei          |
| 10       | Francesca Bernardini |
| 11       | Maria Chiara Leoni   |
| 12       | Rafel Senzacorona    |
| 13       | Daniela Pisciotta    |
| 14       | Marco Murrone        |
| 15       | Elisa Del Prete      |
| 16       | Annalaura Princiotto |
| 17       | Elettra Benedetto    |
| 18       | Waleska Lafitte      |
| 19       | Garon & Duan         |
| 20       | Massimiliano Tufo    |
| 21       | Martina Gaetano      |
| 22       | Stefan Varga         |
| 23       | Panagōtīs Tsakalakos |
| 24       | Jana Gorbunova       |

### Drittes Casting
Das dritte Casting fand am 15. Dezember 2021 statt.
| Startnr. | Interpret                 |
| -------- | ------------------------- |
| 1        | Federico Baroni           |
| 2        | Gabriele Cavalera         |
| 3        | Leonardo Frezzotti        |
| 4        | Fabienne Jacquemod        |
| 5        | Giada Pintori             |
| 6        | Jetem                     |
| 7        | Leandro Pallozzi          |
| 8        | Nico Calvano              |
| 9        | Aurora Carrus             |
| 10       | Matilde Pieri             |
| 11       | Diego Federico            |
| 12       | Sara Mascella             |
| 13       | Alessia Valentina Nicotra |
| 14       | MST                       |
| 15       | Libero Reina              |
| 16       | Muriel                    |
| 17       | Juliana Davis             |
| 18       | No Longer Player          |
| 19       | Jennifer Turri            |
| 20       | Chiara Malibrani          |
| 21       | Ginevra Bencivenga        |

### Viertes Casting
Das vierte Casting fand am 16. Dezember 2021 statt
| Startnr. | Interpret          |
| -------- | ------------------ |
| 1        | Federico Baroni    |
| 2        | Gabriele Cavalera  |
| 3        | Leonardo Frezzotti |
| 4        | Fabienne Jacquemod |
| 5        | Giada Pintori      |
| 6        | Jetem              |
| 7        | Leandro Pallozzi   |

### Fünftes Casting
Das fünfte Casting fand am 17. Dezember 2021 statt.
| Startnr. | Interpret             |
| -------- | --------------------- |
| 1        | Alessia Labate        |
| 2        | Goji                  |
| 3        | Alex Ferro            |
| 4        | Aaron Sibley          |
| 5        | Ottobre Rosso         |
| 6        | Jeezus                |
| 7        | Rossella Zitiello     |
| 8        | Milena Mingotti       |
| 9        | Giulia Vitri          |
| 10       | Maria Chiara Urbinati |
| 11       | Gloria Vampa          |
| 12       | Asia Antonietti       |
| 13       | Sophie Adebiyi        |

### Sechstes Casting
Das sechste Casting fand am 3. Januar 2022 statt.
| Startnr. | Interpret                |
| -------- | ------------------------ |
| 1        | Marta Mormone            |
| 2        | Daimon D.                |
| 3        | Jacob Simpson            |
| 4        | Federica Ebiuwa Russo    |
| 5        | Lati K                   |
| 6        | Fulvio Vasarri           |
| 7        | Brian Left               |
| 8        | João Paulo & Miguel      |
| 9        | Francesco Savoi Colombis |
| 10       | Laura Maria Giuliani     |
| 11       | Silvia Cecchini          |
| 12       | Santi Clarity            |
| 13       | Ferdinand Rennie         |
| 14       | Giuseppe Di Sette        |
| 15       | I Dominguez              |
| 16       | Giada Giordano           |
| 17       | Giada Miccoli            |

### Siebtes Casting
Das siebte Casting fand am 4. Januar 2022 statt.
| Startnr. | Interpret                   |
| -------- | --------------------------- |
| 1        | Davide Rossi                |
| 2        | Marco Saltari               |
| 3        | Valentina Moro              |
| 4        | Boavista                    |
| 5        | Marco Cazzamani             |
| 6        | Joanna Popik                |
| 7        | Michele Lattanzio           |
| 8        | Lucienne Adamo              |
| 9        | Jack Marsina & Sara de Blue |
| 10       | Yayanice                    |
| 11       | Alibi                       |
| 12       | Anna Faragò                 |
| 13       | Noor Amelie Mocchi          |
| 14       | Maurizio Di Cesare          |
| 15       | Eliška Mrázová              |
| 16       | Luigi Benincasa             |
| 17       | Silvia Benvenuti            |

### Achtes Casting
Das achte Casting fand am 5. Januar 2022 statt.
| Startnr. | Interpret           |
| -------- | ------------------- |
| 1        | Benedetto Grassotti |
| 2        | Art Demur           |
| 3        | Fiammetta Anzevino  |
| 4        | Sonia Mazza         |
| 5        | Sabrina Morante     |
| 6        | Chair               |
| 7        | Masha Palazzo       |
| 8        | Nicola Gullotta     |
| 9        | Martina Guerra      |
| 10       | J Nueve             |
| 11       | Riccardo Foresi     |
| 12       | Veronica Villa      |
| 13       | Ashley              |
| 14       | Demis Facchinetti   |
| 15       | Caterina Calieri    |

### Neuntes Casting
Das neunte Casting fand am 6. Januar 2022 statt
| Startnr. | Interpret                   |
| -------- | --------------------------- |
| 1        | Benedetta Castelli          |
| 2        | Matilde Montanari           |
| 3        | Giakos Iōn Chlōmoudīs       |
| 4        | Leonardo Savigne Desloy     |
| 5        | Arianna Petruzzi            |
| 6        | Ellis Teodor                |
| 7        | Elena & Francesco Faggi     |
| 8        | Matteo Giannaccini Gravante |
| 9        | Anna Ramaglia               |
| 10       | Kurt Cassar                 |
| 11       | Karen Marra & Gionathan     |
| 12       | Artemis Matafia             |
| 13       | Dirasc'k                    |
| 14       | Luca Veneri                 |
| 15       | Francesca Ledonne           |
| 16       | Manuel Russo                |
| 17       | Blackøut!                   |

### Zehntes Casting
Das zehnte Casting fand am 7. Januar 2022 statt
| Startnr. | Interpret             |
| -------- | --------------------- |
| 1        | Bryan Grauso          |
| 2        | Derek Conyer          |
| 3        | Marinella Vescovini   |
| 4        | Mira D'Anello         |
| 5        | Aelita                |
| 6        | March & Kiera Chaplin |
| 7        | Carlo Audino          |
| 8        | I Koko                |
| 9        | OnlySara              |
| 10       | Mate                  |
| 11       | Brenda                |
| 12       | Mad                   |
| 13       | Chiara Osso           |
| 14       | Vian                  |
| 15       | Rash                  |
| 16       | Le Bebae              |
| 17       | Nuël                  |
| 18       | Elia Pazzini          |
| 19       | Lorenza Rocchiccioli  |

### Elftes Casting
Das elfte Casting fand am 8. Januar 2022 statt.
| Startnr. | Interpret          |
| -------- | ------------------ |
| 1        | Federica Orsini    |
| 2        | Sebastian Schmidt  |
| 3        | Giuseppe Meca      |
| 4        | Bucalone           |
| 5        | Camilla Pollio     |
| 6        | Eleonora Canuti    |
| 7        | La Quinta Stagione |
| 8        | Irida Nasic        |
| 9        | Giada Varaschin    |
| 10       | Nada & Sissi       |
| 11       | Giorgia Fumarola   |
| 12       | Martina Affidato   |
| 13       | Vina Rose          |
| 14       | Fertur             |
| 15       | Kimberly Genil     |
| 16       | Gianmarco Gridelli |
| 17       | Vittorio Giorcelli |
| 18       | RaestaVinvE        |
| 19       | Lorenz Simonetti   |
| 20       | Snei Ap            |

### Zwölftes Casting
Das zwölfte Casting fand am 9. Januar 2022 statt.
| Startnr. | Interpret                      |
| -------- | ------------------------------ |
| 1        | Veronica Kichmajer & Marc Mari |
| 2        | Luci Blu                       |
| 3        | Cassidy Civet                  |
| 4        | Corinna Parodi                 |
| 5        | Susanna Reppucci               |
| 6        | Luca Segantini                 |
| 7        | Marco Gray                     |
| 8        | Dang                           |
| 9        | Federico Angelucci             |
| 10       | Kamira                         |
| 11       | Sonia Mosca                    |
| 12       | Ilenia Parolisi                |
| 13       | Fabrizio Cervellini            |
| 14       | Katrin „Artika“ Roselli        |
| 15       | Veronica Liberati              |
| 16       | Luca Orlando Cozzolino         |
| 17       | Francesco Tartarini            |
| 18       | Marco Scuderi                  |
| 19       | Jessica Anne Condon            |
| 20       | Allerija                       |
| 21       | IroniKe                        |
| 22       | Frio                           |
| 23       | Giorgia Barletta               |
| 24       | Operapop                       |
| 25       | Frammenti                      |

### Dreizehntes Casting
Das dreizehnte Casting fand am 10. Januar 2022 statt.
| Startnr. | Interpret           |
| -------- | ------------------- |
| 1        | Charles Onyeabor    |
| 2        | Davide Puglisi      |
| 3        | Tothem              |
| 4        | Giovanni Capozio    |
| 5        | Nicole Riso         |
| 6        | Theo Gammino        |
| 7        | Andrea Baldini      |
| 8        | Angelo Monti        |
| 9        | Roberto Maria Forte |
| 10       | Juno O              |
| 11       | Elisa Mazza         |
| 12       | Andrea Amati        |
| 13       | Elia Bondi          |
| 14       | Jeremi Sikorski     |
| 15       | Riccardo Guglielmi  |
| 16       | Tales of Sound      |
| 17       | Kumi Watanabe       |
| 18       | Simone Stragapede   |
| 19       | Underoots           |
| 20       | Martina Spaziani    |
| 21       | Stefano Villani     |
| 22       | Matteo Materassi    |
| 23       | Smoma               |
| 24       | Daniel Mincone      |
| 25       | Valentina Livi      |
| 26       | Marcin Szczurski    |

### Vierzehntes Casting
Das vierzehnte und letzte Casting fand am 11. Januar 2022 statt.
| Startnr. | Interpret                     |
| -------- | ----------------------------- |
| 1        | Hayley Tanzer                 |
| 2        | Riccardo Sarti                |
| 3        | Libero Reina                  |
| 4        | Anita Guarino                 |
| 5        | Alessandro Iannone            |
| 6        | Valentina Tioli               |
| 7        | Simone Pastrello              |
| 8        | Guglielmo Lai                 |
| 9        | Andrea Donzelli               |
| 10       | Maddalena Cicorella           |
| 11       | Santi Briguglio               |
| 12       | Letizia Ciarrocchi            |
| 13       | Simone Romano                 |
| 14       | Freeda Hanami                 |
| 15       | Giorgio Borghes aka Claudia F |
| 16       | Giuseppe „UBI“ Grasso         |
| 17       | Mariacristina Gionfriddo      |
| 18       | Andrea Guidi                  |
| 19       | Oxa Sia                       |
| 20       | Leo Cuba                      |
| 21       | Alma Schneider                |
| 22       | Fabrizio Sanna                |
| 23       | Francesco Preci               |
| 24       | Maria Papanaga                |
| 25       | Stefania Moramarco            |
| 26       | Christiana Vatista            |
| 27       | Nudha                         |
| 28       | Silvia Pirani                 |
| 29       | Enrichetta Tandoi             |
| 30       | Ironsides                     |
| 31       | Ellynora                      |
| 32       | Mavit                         |
| 33       | 2ies & Reskp                  |
| 34       | Thomas Grazioso               |

## Halbfinale
Die Halbfinale fanden zwischen dem 13. und 16. Februar 2022 statt.

### Erstes Halbfinale
Das erste Halbfinale fand am 13. Februar statt
| Startnr. | Interpret                  | Lied Musik (M) und Text (T)                                           | Übersetzung (inoffiziell)           |
| -------- | -------------------------- | --------------------------------------------------------------------- | ----------------------------------- |
| 1        | Aaron Sibley               | Pressure M/T: Aaron Sibley                                            | Druck                               |
| 2        | Alessandra Simone          | A rabbia e favole                                                     | Von Wut und Märchen                 |
| 3        | Alessia Labate             | World Falls Down M/T: Alessia Labate                                  | Die Welt stürzt ein                 |
| 4        | Alice Burani               | Mezzanotte e ventidue                                                 | Mitternacht Zweiundzwanzig          |
| 5        | Anna Faragò                | Randagia                                                              | Streuen                             |
| 6        | Ashley                     | In My Mind                                                            | In meinen Gedanken                  |
| 7        | Brenda                     | Occhi di uranio                                                       | Augen aus Uran                      |
| 8        | Camille Cabaltera          | Move 'Em Like You Never Did M/T: Camille Cabaltera, Arcella, Falsetti | Beweg sie, wie du es nie getan hast |
| 9        | Daniel Mincone             | In This World                                                         | In dieser Welt                      |
| 10       | Daniela „Isa J“ Pisciotta  | Tic Tac                                                               | Tick Tack                           |
| 11       | Davide Rossi               | Wasted Love                                                           | Verschwendete Liebe                 |
| 12       | Elena & Francesco Faggi    | Nothing Can Blow Me Out M/T: Elena & Francesco Faggi                  | Nichts kann mich umhauen            |
| 13       | Elisa Del Prete            | Labirinto senza fine                                                  | Endloses Labyrinth                  |
| 14       | Ellynora                   | Cuerpo                                                                |                                     |
| 15       | Florent Amare              | Libre                                                                 | Frei                                |
| 16       | Frio                       | A noite toda                                                          | Die ganze Nacht                     |
| 17       | Eliška „Elis Mraz“ Mrázová | Imma Be                                                               | Ich bin                             |
| –        | Allerija                   | –                                                                     |                                     |
| –        | Corinna Parodi             | –                                                                     |                                     |
| –        | Diego Federico             | –                                                                     |                                     |

### Zweites Halbfinale
Das zweite Halbfinale fand am 14. Februar statt
| Startnr. | Interpret                     | Lied Musik (M) und Text (T)                  | Übersetzung (inoffiziell)      |
| -------- | ----------------------------- | -------------------------------------------- | ------------------------------ |
| 1        | Giada Varaschin               | W.A.T. (What a Tragedy)                      | W.A.T (Was für eine Tragödie)  |
| 2        | Giorgio Borghes aka Claudia F | Time Is Ticking                              | Die Zeit läuft                 |
| 3        | Gisele Abramoff               | Higher Than Before                           | Höher als zuvor                |
| 4        | I Koko                        | Born to the River                            | Geboren am Fluss               |
| 5        | Jessica Anne Condon           | Water on the Ground                          | Wasser auf dem Boden           |
| 6        | João Paulo & Miguel           | Amore, infinito amore                        | Liebe, unendliche Liebe        |
| 7        | Joe Romano & TheStolenClipper | Hallelujah                                   | –                              |
| 8        | Katrin „Artika“ Roselli       | If You Love Me                               | Wenn du mich liebst            |
| 9        | Kimberly Genil                | Pink Skies                                   | Rosa Himmel                    |
| 10       | Kumi Watanabe                 | Freedom                                      | Freiheit                       |
| 11       | Kurt Cassar                   | Tears of Gold M/T: Kurt Cassar, Max Cinnamon | Tränen aus Gold                |
| 12       | Le Bebae                      | Fuori di te                                  | Aus dir                        |
| 13       | Leonardo Frezzotti            | Blessing                                     | Segen                          |
| 14       | Lorenza Rocchiccioli          | Non mi batte mai neanche il cuore            | Mein Herz schlägt nicht einmal |
| 15       | Luca Cima                     | Feed the Flies                               | Füttere die Fliegen            |
| 16       | Luca Veneri                   | Dreams and Beliefs                           | Träume und Glauben             |
| 17       | Luci Blu                      | Bla Bla                                      | –                              |
| 18       | Mad                           | Gitana                                       | Zigeuner                       |
| 19       | Marco Saltari                 | Settembre (e poi ciao)                       | September (und dann Hallo)     |
| 20       | Maria Chiara „MeriCler“ Leoni | Tiramisù M/T: Maria Chiara Leoni             | Tiramisu                       |

### Drittes Halbfinale
Das dritte Halbfinale fand am 15. Februar statt.
| Startnr. | Interpret                   | Lied Musik (M) und Text (T) | Übersetzung (inoffiziell)       |
| -------- | --------------------------- | --------------------------- | ------------------------------- |
| 1        | Martina Gaetano             | Coffee                      | Kaffee                          |
| 2        | Mate                        | DNA M/T: Maria Teresa Amato | DNS                             |
| 3        | Matilde Montanari           | Diventerà realtà            | Es wird wahr werden             |
| 4        | Matteo Giannaccini Gravante | Read My Mind                | Lies meine Gedanken             |
| 5        | Nada & Sissi                | Mala Way                    |                                 |
| 6        | OnlySara                    | Rubik                       |                                 |
| 7        | Opera Pop                   | Acqua nel deserto           | Wasser in der Wüste             |
| 8        | Oxa Sia                     | Purple Sky                  | Lila Himmel                     |
| 9        | Raimondo „Raim“ Cataldo     | Feelin' Broken              | Kaputt fühl'n                   |
| 10       | Riccardo Foresi             | Fino al mattino             | Bis zum Morgen                  |
| 11       | Riccardo „Erre“ Guglielmi   | Petali                      | Blütenblätter                   |
| 12       | Sebastian „Basti“ Schmidt   | Running                     | Laufen                          |
| 13       | Thomas Grazioso             | Dance                       | Tanzen                          |
| 14       | Snei Ap                     | Viaggio                     | Reisen                          |
| 15       | Tothem                      | Celebrate                   | Feiern                          |
| 16       | Valentina Tioli             | Never Looking Back          | Niemals zurückschauen           |
| 17       | Vanja Vatle                 | Hymn for Hope               | Hymne für die Hoffnung          |
| 18       | Veronica Liberati           | Once More a Little Smile    | Einmal mehr ein kleines Lächeln |
| 19       | Vina Rose                   | Sweet Denial M/T: Vina Rose | Süße Ablehnung                  |
| –        | Muriel                      | –                           |                                 |

### Viertes Halbfinale
Das vierte Halbfinale fand am 16. Februar statt.
| Startnr. | Interpret          | Lied Musik (M) und Text (T) | Übersetzung (inoffiziell) |
| -------- | ------------------ | --------------------------- | ------------------------- |
| 1        | Alibi              | Cambiamento                 | Veränderung               |
| 2        | Elisa Mazza        | Gonna Do Me                 | Werde mich erledigen      |
| 3        | Garon & Duan       | Power                       | Kraft                     |
| 4        | Giada Pintori      | Luce e tenebre              | Licht und Dunkelheit      |
| 5        | Ginevra Bencivenga | Calma apparente             | Scheinbare Ruhe           |
| 6        | Giulia Vitri       | Father and Son              | Vater und Sohn            |

## Hoffnungsrunde
Die Hoffnungsrunde fand am 17. Februar 2022 statt.
| Startnr. | Interpret                     | Lied Musik (M) und Text (T)            | Übersetzung (inoffiziell)     |
| -------- | ----------------------------- | -------------------------------------- | ----------------------------- |
| 1        | Alessia Labate                | World Falls Down M/T: Alessia Labate   | Die Welt stürzt ein           |
| 2        | Anna Faragò                   | Randagia                               | Streuen                       |
| 3        | Daniela „Isa J“ Pisciotta     | Tic Tac                                | Tick Tack                     |
| 4        | Eliška „Elis Mraz“ Mrázová    | Imma Be                                | Ich bin                       |
| 5        | Frio                          | A noite toda                           | Die ganze Nacht               |
| 6        | Giada Varaschin               | W.A.T. (What a Tragedy)                | W.A.T (Was für eine Tragödie) |
| 7        | Gisele Abramoff               | Higher Than Before                     | Höher als zuvor               |
| 8        | Kumi Watanabe                 | Freedom                                | Freiheit                      |
| 9        | Mad                           | Gitana                                 | Zigeuner                      |
| 10       | Maria Chiara „MeriCler“ Leoni | Tiramisù M/T: Maria Chiara Leoni       | Tiramisu                      |
| 11       | Martina Gaetano               | Coffee                                 | Kaffee                        |
| 12       | Nada & Sissi                  | Mala Way                               |                               |
| 13       | Sebastian „Basti“ Schmidt     | Running M/T: Sebastian Schmidt, Mössle | Laufen                        |
| 14       | Snei Ap                       | Viaggio                                | Reisen                        |
| 15       | Vanja Vatle                   | Hymn for Hope                          | Hymne für die Hoffnung        |

## Finale der Aufsteigenden Künstler
Das Finale der Aufsteigenden Künstler fand am 18. Februar 2022 statt. Die besten 9 Künstler qualifizierten sich für das Finale.
| Platz | Startnr. | Interpret                     | Lied Musik (M) und Text (T)                                           | Sprache               | Übersetzung (inoffiziell)           | Punkte |
| ----- | -------- | ----------------------------- | --------------------------------------------------------------------- | --------------------- | ----------------------------------- | ------ |
| 1.    | 1        | Aaron Sibley                  | Pressure M/T: Aaron Sibley                                            | Englisch              | Druck                               | 46     |
| 2.    | 3        | Camille Cabaltera             | Move 'Em Like You Never Did M/T: Camille Cabaltera, Arcella, Falsetti | Englisch              | Beweg sie, wie du es nie getan hast | 44     |
| 3.    | 16       | Sebastian „Basti“ Schmidt     | Running M/T: Sebastian Schmidt, Mössle                                | Englisch              | Laufen                              | 44     |
| 4.    | 17       | Vina Rose                     | Sweet Denial M/T: Vina Rose                                           | Englisch              | Süße Ablehnung                      | 43     |
| 5.    | 2        | Alessia Labate                | World Falls Down M/T: Alessia Labate                                  | Englisch              | Die Welt stürzt ein                 | 42     |
| 6.    | 13       | Maria Chiara „MeriCler“ Leoni | Tiramisù M/T: Maria Chiara Leoni                                      | Italienisch           | Tiramisu                            | 42     |
| 7.    | 11       | Kurt Cassar                   | Tears of Gold M/T: Kurt Cassar, Max Cinnamon                          | Englisch              | Tränen aus Gold                     | 41     |
| 8.    | 4        | Elena & Francesco Faggi       | Nothing Can Blow Me Out M/T: Elena Faggi, Francesco Faggi             | Englisch              | Nichts kann mich umhauen            | 40     |
| 9.    | 14       | Mate                          | DNA M/T: Maria Teresa Amato                                           | Italienisch, Englisch | DNS                                 | 40     |
| 10.   | 9        | Katrin „Artika“ Roselli       | If You Love Me                                                        |                       | Wenn du mich liebst                 | 40     |
| 11.   | 15       | Raimondo „Raim“ Cataldo       | Feelin' Broken                                                        |                       | Kaputt fühl'n                       | 39     |
| 12.   | 6        | Garon & Duan                  | Power                                                                 |                       | Kraft                               | 38     |
| 13.   | 10       | Kumi Watanabe                 | Freedom                                                               |                       | Freiheit                            | 36     |
| 14.   | 12       | Lorenza Rocchiccioli          | Non mi batte mai neanche il cuore                                     |                       | Mein Herz schlägt nicht einmal      | 36     |
| 15.   | 7        | Giada Pintori                 | Luce e tenebre                                                        |                       | Licht und Dunkelheit                | 34     |
| 16.   | 5        | Frio                          | A noite toda                                                          |                       | Die ganze Nacht                     | 33     |
| 17.   | 8        | Giulia Vitri                  | Father and Son                                                        |                       | Vater und Sohn                      | 29     |

## Finale
Das Finale fand am 19. Februar 2022 statt. Als Pausenfüller trat Al Bano auf
| Platz | Startnr. | Interpret                                  | Lied Musik (M) und Text (T) | Sprache               | Übersetzung (inoffiziell)             | Punkte |
| ----- | -------- | ------------------------------------------ | --- | --------------------- | ------------------------------------- | ------ |
| 1.    | 8        | Achille Lauro                              | Stripper M/T: Lauro De Marinis, Davide Petrella, Francesco Viscovo, Simon Pietro Manzari Daniele Dezi, Daniele Mungai, Mattia Cutolo, Marco Lanciotti, Gregorio Calculli, Matteo Ciceroni | Italienisch, Englisch | Stripper                              | 41     |
| 2.    | 16       | Burak Yeter feat. Alessandro Coli          | More Than You M/T: Burak Yeter, Mair, Dreesde | Englisch              | Mehr als du                           | 40     |
| 3.    | 3        | Aaron Sibley                               | Pressure M/T: Aaron Sibley | Englisch              | Druck                                 | 39     |
| 4.    | 4        | Spagna                                     | Seriously in Love M/T: Alfredo Pignaroli, Giorgio Spagna, Ivana Spagna | Englisch              | Ernsthaft verliebt                    | 37     |
| 5.    | 2        | Matteo Faustini                            | L'ultima parola M/T: Matteo Faustini, Marco Rettani | Italienisch           | Das letzte Wort                       | 35     |
| 5.    | 12       | Francesco Monte                            | Mi ricordo di te (Adrenalina) M/T: Alessandro Costantini, Federico Baracco, Francesco Monte, Marcello Sutera, Ottavio Pasotti, Stefano Pigolotti                                          | Italienisch           | Ich erinnere mich an dich (Adrenalin) | 35     |
| 7.    | 5        | Vina Rose                                  | Sweet Denial M/T: Vina Rose | Englisch              | Süße Ablehnung                        | 34     |
| 7.    | 17       | Camille Cabaltera                          | Move 'Em Like You Never Did M/T: Camille Cabaltera, Arcella, Falsetti | Englisch              | Beweg sie, wie du es nie getan hast   | 34     |
| 9.    | 10       | Deshedus feat. Tony Cicco & Alberto Fortis | Sono un uomo M/T: Alessio Mieli, Tony Cicco, Alberto Fortis | Italienisch           | Ich bin ein Mann                      | 33     |
| 9.    | 15       | Maria Chiara „MeriCler“ Leoni              | Tiramisù M/T: Maria Chiara Leoni | Italienisch           | Tiramisu                              | 33     |
| 11.   | 1        | Elena & Francesco Faggi                    | Nothing Can Blow Me Out M/T: Elena Faggi, Francesco Faggi | Englisch              | Nichts kann mich umhauen              | 31     |
| 11.   | 6        | Cristina Ramos                             | Heartless Game M/T: Alejandro de Pinedo, Jesús Cañadilla, Cristina Ramos, Maikoll Torres                                                                                                  | Italienisch, Englisch | Herzloses Spiel                       | 31     |
| 11.   | 11       | Sebastian „Basti“ Schmidt                  | Running M/T: Sebastian Schmidt, Mössle | Englisch              | Laufen                                | 31     |
| 11.   | 14       | Valerio Scanu                              | Io credo M/T: Giuseppe Anastasi | Italienisch           | Ich glaube                            | 31     |
| 11.   | 18       | Fabry & Labiuse feat. Miodio               | Blu M/T: Nicola della Valle, Francesco Sancisi, Paolo Macina | Italienisch, Englisch | Blau                                  | 31     |
| 16.   | 13       | Kurt Cassar                                | Tears of Gold M/T: Kurt Cassar, Max Cinnamon | Englisch              | Tränen aus Gold                       | 30     |
| 17.   | 7        | Alessia Labate                             | World Falls Down M/T: Alessia Labate | Englisch              | Die Welt stürzt ein                   | 27     |
| 17.   | 9        | Mate                                       | DNA M/T: Maria Teresa Amato | Italienisch, Englisch | DNS                                   | 27     |